# 戸田忠久
戸田 忠久（とだ ただひさ）は、江戸時代中期の下野国宇都宮藩の世嗣。通称は彦六。

## 略歴
初代藩主・戸田忠真の六男として誕生。正室は本多忠直の娘。
父が58歳の時の子で、既に従兄弟の忠余が嫡子となっていたため、忠余の養子となる。享保3年（1718年）、8代将軍・徳川吉宗に初御目見したが、享保13年（1728年）に早世した。代わって、忠余の次男・忠盈が嫡子となった。